# Hortaya borzaya
El hortaya borzaya (ruso: Хо́ртая Борза́я, rutenio y ucraniano: Xopт, lituano: Kurtas, inglés Eastern Greyhound) es una antigua raza asiática  de perro de caza de tipo lebrel de tamaño grande originario del ya desaparecido Kievan Rus, más tarde Gran Ducado de Lituania y el imperio ruso.
Pertenece a una de las razas menos frecuentes de lebreles cazadores que se guían por la vista, habiendo sido seleccionado durante años por sus grandes habilidades en este campo.